# Lyncina
Lyncina ist eine weit verbreitete und häufig vorkommende Gattung aus der Familie der Kaurischnecken (Cypraeidae). Das Verbreitungsgebiet erstreckt sich von der Ostküste Afrikas über nahezu den gesamten Indischen Ozean bis zur Südsee (Indopazifik).

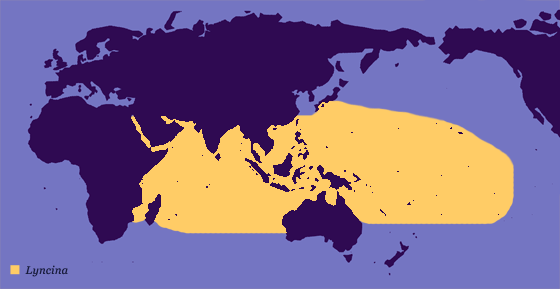
Verbreitungsgebiet der Gattung

## Merkmale
Die äußere Gestalt ist birnenförmig (pyriform), lediglich Lyncina lynx weicht mit ihrem gestreckten Körper davon ab. Die Arten dieser Gattung weisen allesamt die gleiche charakteristische Ausprägung des Mantels und der Radula auf. Der Mantel ist die Hülle, die das Gehäuse bedeckt und hat bei dieser Gattung baumartig verzweigte Papillen, wie sie sonst nur noch bei der Gattung Leporicypraea vorkommen. Die Radula ist eine Art Zunge, mit der das Tier Nahrung aufnimmt und besteht aus mehreren Reihen „Hautzähnchen“. Bei allen Arten dieser Gattung ist das mittlere „Hautzähnchen“ kuppelförmig ausgebildet.

## Arten
- Lyncina aurantium Gmelin, 1791
- Lyncina broderipii Sowerby, 1832
- Lyncina camelopardalis Perry, 1811
- Lyncina carneola Linnaeus, 1758
- Lyncina joycae Clover, 1970
- Lyncina kuroharai Kuroda & Habe, 1961
- Lyncina leucodon Broderip, 1828
- Lyncina leviathan Schilder & Schilder, 1937
- Lyncina lynx Linnaeus, 1758
- Lyncina nivosa Broderip, 1827
- Lyncina porteri Cate, 1966
- Lyncina schilderorum Iredale, 1939
- Lyncina sulcidentata Gray, 1824
- Lyncina ventriculus Lamarck, 1810
- Lyncina vitellus Linnaeus, 1758

## Bilder

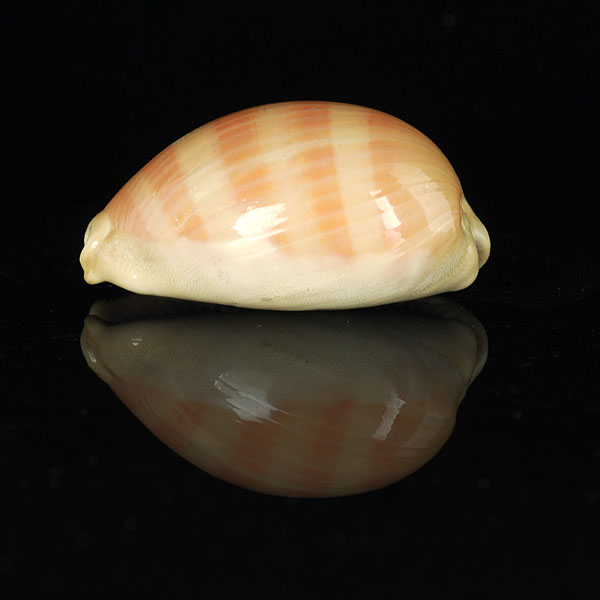
Lyncina leviathan
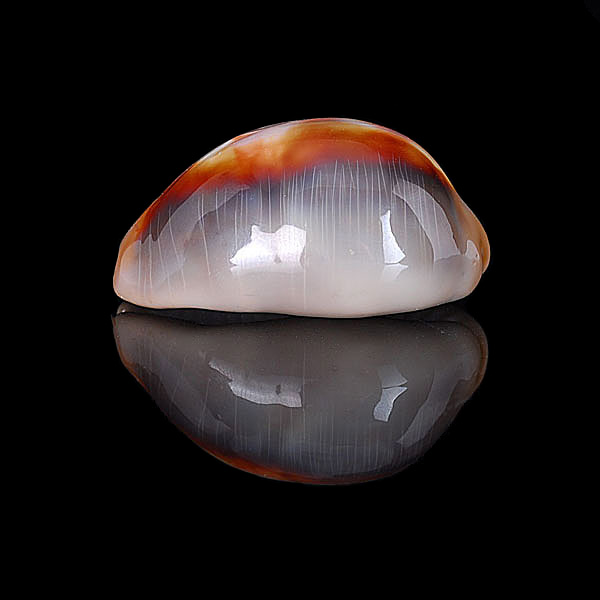
Lyncina ventriculus
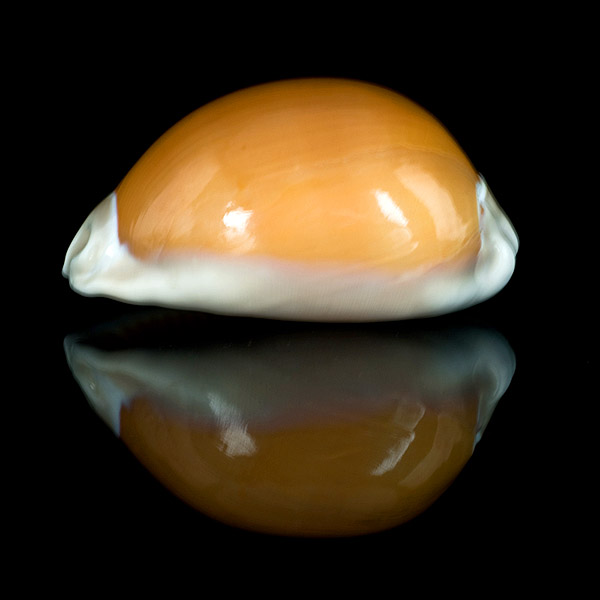
Lyncina aurantium